# Młyn Borowy
Młyn Borowy (niem. Heidemühl) – nieoficjalna część osady Czarci Jar, uroczysko, dawna miejscowość w Polsce położona w województwie warmińsko-mazurskim, w powiecie olsztyńskim, w gminie Olsztynek.
Według zestawienia obiektów fizjograficznych jest to uroczysko, dawna osada, ale w tym miejscu są 2 budynki. Dawniej była to osada młyńska, młyn na rzece Drwęcy, około 2 km na północ od Drwęcka. Obecnie budynki w tym miejscu mają adres Czarci Jar, który jest położony na południe od tej osady.